# Василь Михайлович
Василь Михайлович або Василь Олександрович (*д/н — 1314) — великий князь Чернігівський у 1307—1309, 1310—1314 роках.

## Життєпис
Походив з династії Рюриковичів. Про походження його існують суперечності. За одними відомостями, був сином Олександра Глібовича, великого князя Смоленського. За іншими — сином Михайла та онуком Романа Старого, великого князя Чернігівського. Можливо, також був сином Олександра Романовича, великого князя Чернігівського.
Після 1303 року, скориставшись розгардіяшем у князівстві, Василь став князем Брянським та великим князем Чернігівським, проте обставини цього достеменно невідомі. В 1309 році він був вигнаний з Брянська своїм Святославом Глібовичем, князем Можайським. Дістав допомогу в одному з улусів Золотої Орди. У 1310 році повернувся з монгольським військом.
Митрополит Петро вмовляв Святослава поступитися князюванню Василю, але той відмовився. У вирішальний момент битви військо Святослава втекло, а сам він загинув. Того ж року Василь ходив до Карачева і вбив тамтешнього князя Святослава Мстиславича. Василь помер в 1314 році.